# 林為良
林 為良（はやし ためよし、1884年（明治17年）1月25日 - 1933年（昭和8年）6月22日）は、日本の政治家。衆議院議員（1期）。

## 経歴
鹿児島県、現在の大島郡徳之島町で、素封家林元俊の長男として生まれた。1909年、早稲田大学商科卒。農業を営み、所得税調査委員、相続税審査委員、大島郡電気(株)取締役となる。
1917年の第13回衆議院議員総選挙において鹿児島県大島選挙区から立憲政友会公認で立候補して当選する。衆議院議員を1期務め、1920年の第14回衆議院議員総選挙には立候補しなかった。1933年死去。